# アメリカ・ストロング作戦

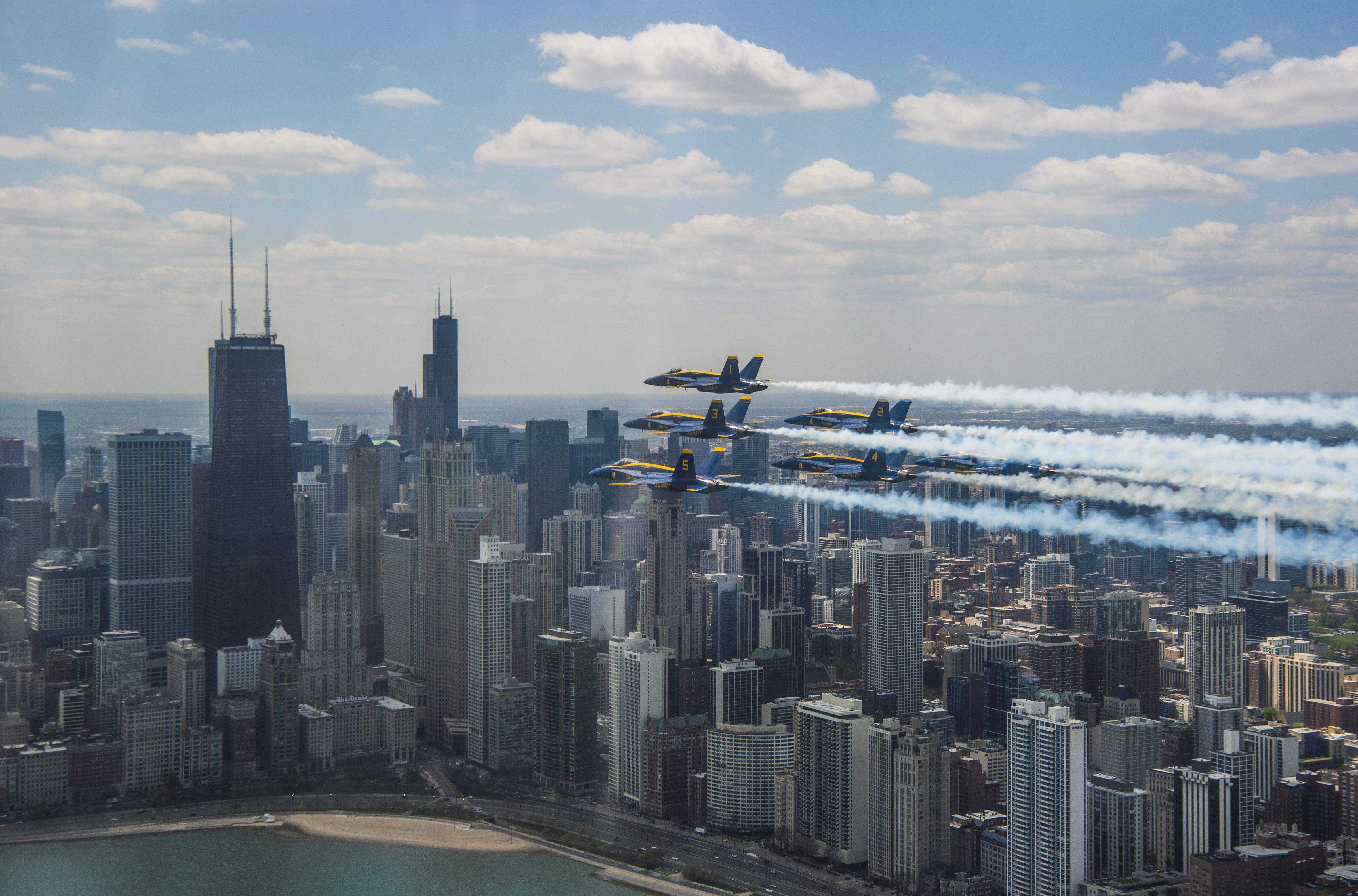
シカゴ上空を航過飛行するアメリカ海軍アクロバット飛行隊ブルーエンジェルス

アメリカ・ストロング作戦（アメリカ・ストロングさくせん、英: Operation America Strong、"America Strong"は「アメリカよ、強くあれ」、「がんばろうアメリカ」の意）は、アメリカ合衆国で新型コロナウイルス感染症（COVID-19）に対応する医療従事者等への感謝と激励を送る、アメリカ軍による飛行作戦。アクロバット飛行隊である、アメリカ空軍のサンダーバーズとアメリカ海軍のブルーエンジェルスが合同で主要都市上空を航過飛行するもので、2020年4月28日から5月中旬まで実施された。

## 作戦の経緯

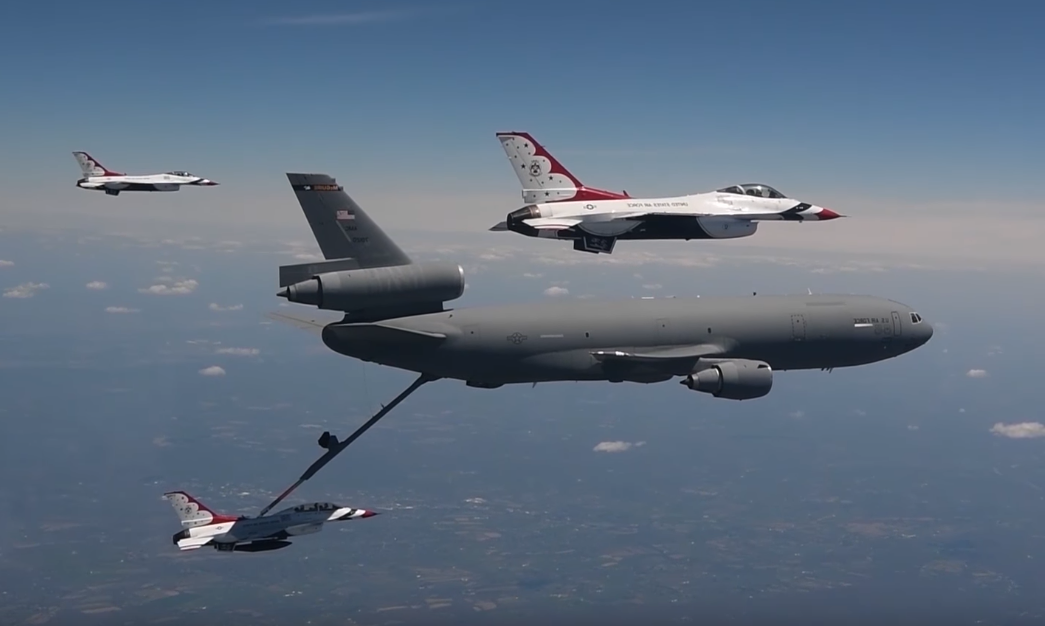
KC-10から空中給油を受けるサンダーバーズのF-16C

アメリカ合衆国では、2020年1月に最初の感染者を確認後、感染拡大が止まらず、3月13日にはドナルド・トランプ大統領が国家非常事態を宣言した。感染拡大防止策の一環で航空ショーを含む多くのイベントが中止となり、アメリカ空軍のサンダーバーズおよびアメリカ海軍のブルーエンジェルスも展示飛行を実施していなかった。
こうした状況のなか、4月25日にアメリカ空軍参謀総長デービッド・ゴールドファイン空軍大将とアメリカ海軍作戦部長マイケル・M・ギルデイ海軍大将が空海軍合同で、新型コロナウイルス感染症と闘う医療従事者、救急隊、軍関係者等の人々へ感謝の意を伝える、「アメリカ・ストロング作戦」の実施を発表、サンダーバーズとブルーエンジェルスが全米の新型コロナウイルス感染症で甚大な被害を受けた地域で航過飛行を行うことも公表された。
作戦の実施にあたっては、新型コロナウイルス感染拡大防止に軍を上げて最大限の注意を払い、空中給油支援を受けて地上基地展開を最小限にする対応をとるほか、乗員の練度維持、最低飛行時間の確保、継続的な訓練維持が必要なことから納税者に対する追加負担は発生しないとしている。

## 全米各地でのフライト

### サンダーバーズとブルーエンジェルス
サンダーバーズとブルーエンジェルスによる合同航過飛行は、2020年4月28日にアメリカ北東部のニューヨーク州ニューヨーク、ニュージャージー州ニューアークおよびトレントン、ペンシルベニア州フィラデルフィアで行われたのを皮切りに、5月15日までに全米15都市で実施して終了した。
| 実施月日 | 実施都市 | 参加部隊                          | 参加航空機        | 備考 |
| -------- | --- | --------------------------------- | ----------------- | ---- |
| 4月28日  | ニューヨーク州ニューヨークマンハッタン ニュージャージー州ニューアーク、トレントン ペンシルベニア州フィラデルフィア | サンダーバーズ ブルーエンジェルス | F-16C/D F/A-18C/D |      |
| 5月2日   | メリーランド州ボルチモア ワシントンD.C. ジョージア州アトランタ                                                     | サンダーバーズ ブルーエンジェルス | F-16C/D F/A-18C/D |      |
| 5月6日   | テキサス州ダラス、フォートワース、ヒューストン ルイジアナ州ニューオーリンズ                                        | ブルーエンジェルス                | F/A-18C/D         |      |
| 5月8日   | フロリダ州マイアミ、ジャクソンビル                                                                                 | ブルーエンジェルス                | F/A-18C/D         |      |
| 5月12日  | イリノイ州シカゴ インディアナ州インディアナポリス ミシガン州デトロイト                                             | ブルーエンジェルス                | F/A-18C/D         |      |
| 5月13日  | テキサス州オースティン、サンアントニオ                                                                             | サンダーバーズ                    | F-16C/D           |      |
| 5月15日  | カリフォルニア州ロサンゼルス、サンディエゴ                                                                         | サンダーバーズ                    | F-16C/D           |      |

### アメリカ・リゾルブ作戦

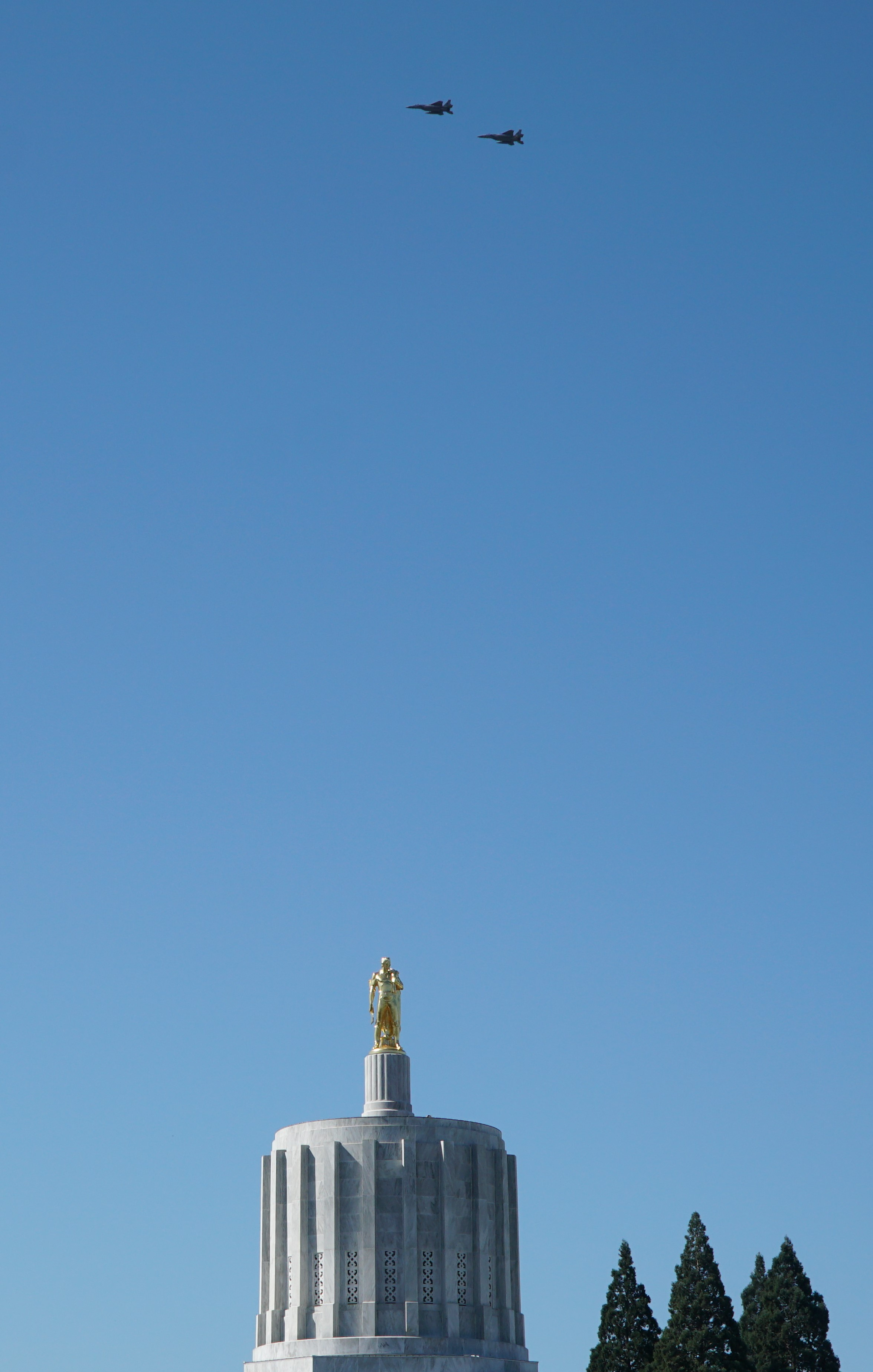
オレゴン州会議事堂上空を航過飛行するオレゴン空軍州兵のF-15C

| 実施月日 | 実施都市 | 参加部隊                                                                            | 参加航空機                           | 備考 |
| -------- | --- | ----------------------------------------------------------------------------------- | ------------------------------------ | ---- |
| 4月24日  | ルイジアナ州シュリーブポート、ボージャーシティ、モンロー | 第2爆撃航空団                                                                       | B-52H                                |      |
| 4月27日  | サウスカロライナ州ジョージタウン、マートルビーチ、フローレンス、レイクシティ、グリーンウッド、グリーンビル、エイキン、ビューフォート、チャールストン、コロンビア | サウスカロライナ空軍州兵第169戦闘航空団                                             | F-16C                                |      |
| 4月28日  | カンザス州カンザスシティ | 第509爆撃航空団 第442戦闘航空団                                                     | B-2A T-38C A-10C                     |      |
| 4月28日  | インディアナ州フォートウェイン | インディアナ空軍州兵第122戦闘航空団                                                 | A-10C                                |      |
| 4月28日  | ミシシッピ州ガルフポート、ビロクシ、オーシャンスプリングス | 第403航空団                                                                         | C-130J                               |      |
| 4月28日  | ネバダ州リノ、カーソンシティ、タホ湖、ファロン | 第152空輸航空団                                                                     | C-130H                               |      |
| 4月30日  | オクラホマ州ワゴナー、ユーフォーラ、マッカリスター、ハスケル、タルサ、バートルズビル、スティルウォーター、クッシング、ドラムライト、ストラウド、ブリストウ、オクモルギー、ヘンリーエッタ、マスコギー、サパルパ、オワッソ | オクラホマ空軍州兵第138戦闘航空団                                                   | F-16C                                |      |
| 4月30日  | ユタ州ソルトレイクシティ、オグデン、シーダーシティ、セントジョージ | 第388戦闘航空団                                                                     | F-35A                                |      |
| 5月1日   | サウスダコタ州フォートミード、ラピッドシティ、ホットスプリングス | 第28爆撃航空団                                                                      | B-1B                                 |      |
| 5月1日   | テキサス州ウィチタフォールズ | 第82訓練航空団 第80飛行訓練航空団                                                   | T-6A T-38C                           |      |
| 5月1日   | ケンタッキー州ルイビル、レキシントン、パイクビル、ボーリンググリーン、フランクフォート、オーエンズボロ | ケンタッキー空軍州兵第123空輸航空団                                                 | C-130H                               |      |
| 5月1日   | ノースカロライナ州ウィルミントン、グリーンビル、ゴールズボロ | 第4戦闘航空団                                                                       | F-15E                                |      |
| 5月1日   | ルイジアナ州ニューオーリンズ、バトンルージュ | 第2爆撃航空団 ルイジアナ空軍州兵                                                    | B-52H F-15C                          |      |
| 5月1日   | オクラホマ州オクラホマシティ、アルタス、イーニッド | 第97航空機動航空団 第71飛行訓練航空団                                               | C-17A KC-135R KC-46A T-6A T-38C T-1A |      |
| 5月1日   | アリゾナ州バックアイ、フェニックス、テンピ、チャンドラー、メサ、スコッツデール、グレンデール、ピオリア | 第944戦闘航空団 アリゾナ空軍州兵第161空中給油航空団                                 | F-35A F-16C KC-135R                  |      |
| 5月2日   | インディアナ州インディアナポリス、テレホート、フランクリン | インディアナ空軍州兵第122戦闘航空団                                                 | A-10C                                |      |
| 5月4日   | オハイオ州ヤングスタウン、クリーブランド、アクロン、カントン、ウォーレン | 第910空輸航空団                                                                     | C-130H                               |      |
| 5月5日   | ジョージア州メイコン、マウントベリー、ワーナーロビンズ | 第339飛行試験飛行隊                                                                 | F-15C                                |      |
| 5月5日   | アラバマ州バーミングハム | アラバマ空軍州兵第117空中給油航空団                                                 | KC-135R                              |      |
| 5月5日   | アラバマ州モンゴメリー、タスカルーサ、モービル、ディケーター、ドーサン | アラバマ空軍州兵第187戦闘航空団                                                     | F-16C                                |      |
| 5月6日   | マサチューセッツ州ボストン、ウースター、スプリングフィールド、ノーサンプトン、ウェストフィールド | マサチューセッツ空軍州兵第104戦闘航空団                                             | F-15C                                |      |
| 5月6日   | ミネソタ州ミネアポリス・セントポール | ミネソタ空軍州兵第133空輸航空団 第148戦闘航空団                                     | C-130H F-16C                         |      |
| 5月6日   | ミネソタ州セントクラウド、リトルフォールズ、メイプルグローブ、ヘイスティングス、ロチェスター | ミネソタ空軍州兵第148戦闘航空団                                                     | F-16C                                |      |
| 5月6日   | ミズーリ州カンザスシティ、キャメロン、セントジョセフ カンザス州アッチソン | ミズーリ空軍州兵第139空輸航空団                                                     | C-130H                               |      |
| 5月6日   | カンザス州ウィチタ | 第22空中給油航空団                                                                  | KC-135R KC-46A                       |      |
| 5月6日   | インディアナ州ラファイエット、ゲーリー、ミシガンシティ、サウスベンド、プリマス、ウォーソー | インディアナ空軍州兵第122戦闘航空団                                                 | A-10C                                |      |
| 5月6日   | オハイオ州トレド、ナポーリアン、ディファイアンス、アーチボルド、デルタ、スワントン | オハイオ空軍州兵第180戦闘航空団                                                     | F-16C                                |      |
| 5月6日   | デラウェア州クリスティアナ、ドーバー、ミルフォード、ルイス、シーフォード | 第512空輸航空団                                                                     | C-17A                                |      |
| 5月6日   | コロラド州スターリング、フォートコリンズ、エステスパーク、アスペン、ウィンターパーク、ボルダー、デンバー、コロラドスプリングス、プエブロ | コロラド空軍州兵第140航空団                                                         | F-16C                                |      |
| 5月6日   | モンタナ州グレートフォールズ、ルイスタウン、ハーレム、ウルフポイント、グレンダイブ、ビリングス、ボーズマン、ハバー、シェルビー、カリスペル、ミズーラ、ビュート、ヘレナ | モンタナ空軍州兵第120空輸航空団                                                     | C-130H                               |      |
| 5月7日   | オハイオ州シンシナティ、ハミルトン、ウェストチェスター、ライマ、フィンドレー、サンダスキー、デイトン、スプリングフィールド | オハイオ空軍州兵第180戦闘航空団                                                     | F-16C                                |      |
| 5月7日   | オハイオ州ヤングスタウン、アクロン、カントン、ニューフィラデルフィア、イーストリバプール ペンシルベニア州ニューキャッスル、ハーミテイジ | 第910空輸航空団                                                                     | C-130H                               |      |
| 5月7日   | ノースカロライナ州ニューバーン、ジャクソンビル、モアヘッドシティ | アメリカ海兵隊第2海兵航空団                                                         | AV-8B                                |      |
| 5月7日   | ノースカロライナ州シャーロット、アシュビル、ウィンストン・セーラム、ダーラム、ローリー、ゴールズボロ、グリーンビル、ジャクソンビル、ウィルミントン | ノースカロライナ空軍州兵第145空輸航空団                                             | C-17A                                |      |
| 5月7日   | アリゾナ州プレスコット、フラッグスタッフ、カエンタ、フォートディファイアンス ニューメキシコ州ギャラップ | アリゾナ空軍州兵第161空中給油航空団、第162戦闘航空団                                | KC-135R F-16C                        |      |
| 5月8日   | ミズーリ州カムデントン、ケープジラード、セントルイス、コロンビア、ジェファーソンシティ、スプリングフィールド | ミズーリ空軍州兵第131爆撃航空団                                                     | B-2A                                 |      |
| 5月8日   | メリーランド州ベルエア、フレデリック、ウォルドーフ、ソールズベリー、イーストン、アナポリス、ボルチモア、コロンビア | メリーランド空軍州兵第175航空団                                                     | A-10C                                |      |
| 5月8日   | アーカンソー州コンウェイ、ファイエットビル、フォートスミス、リトルロック | 第314空輸航空団 アーカンソー空軍州兵第189空輸航空団                                 | C-130H                               |      |
| 5月8日   | アーカンソー州ホットスプリングス、パインブラフ、リトルロック、ジョーンズボロ | 第19空輸航空団 第913空輸航空群                                                      | C-130H                               |      |
| 5月8日   | ワシントン州タコマ、オリンピア、ブレマートン、コープビル、エバレット、シアトル | 第446空輸航空団                                                                     | C-17A                                |      |
| 5月8日   | ワシントン州スポケーン、モーゼスレイク、ヤキマ、ケニウィック、ワラワラ アイダホ州コー・ダリーン | 第92空中給油航空団                                                                  | KC-135R                              |      |
| 5月8日   | オレゴン州ポートランド、ザ・ダルズ、アストリア、ティラムック、セイラム ワシントン州バンクーバー | オレゴン空軍州兵第142戦闘航空団                                                     | F-15C                                |      |
| 5月8日   | オレゴン州レイクビュー、バーンズ、カイロ、プラインビル、レドモンド、ベンド | オレゴン空軍州兵第173戦闘航空団                                                     | F-15C                                |      |
| 5月9日   | カリフォルニア州ネバダシティ、ローズビル、サクラメント、ナパ、パレルモ | 第9偵察航空団                                                                       | T-38C                                |      |
| 5月9日   | ミシシッピ州テューペロ、エイモリー、アバディーン、ウェストポイント、スタークビル、コロンバス | 第14飛行訓練航空団                                                                  | T-6A T-38C T-1A                      |      |
| 5月11日  | テキサス州ラレド、ラボック、コーパスクリスティ | テキサス空軍州兵第149戦闘航空団                                                     | F-16C                                |      |
| 5月12日  | ニューヨーク州ナイアガラフォールズ、バッファロー | バーモント空軍州兵第158戦闘航空団 第914空中給油航空団                               | F-35A KC-135R                        |      |
| 5月12日  | ニュージャージー州ロングビーチ、ジャージーシティ、トレントン、アトランティックシティ | ニュージャージー空軍州兵第108航空団 ニュージャージー空軍州兵第177戦闘航空団         | KC-135R F-16C                        |      |
| 5月12日  | メイン州ポートランド、オーガスタ、バンゴー | メイン空軍州兵第101空中給油航空団                                                   | KC-135R                              |      |
| 5月12日  | オハイオ州チリコシー、ウェイバリー、ポーツマス、ガリポリス、アセンズ、ゼインズビル ウェストバージニア州ハンティントン | オハイオ空軍州兵第180戦闘航空団                                                     | F-16C                                |      |
| 5月12日  | ウィスコンシン州ミルウォーキー、マディソン、オシュコシュ、アップルトン、シボイガン | ウィスコンシン空軍州兵第115戦闘航空団                                               | F-16C                                |      |
| 5月12日  | ミシガン州マーケット、ランシング、フリント | ミシガン空軍州兵第127航空団                                                         | KC-135R                              |      |
| 5月12日  | ミシガン州グランドラピッズ、バトルクリーク | ミシガン空軍州兵第127航空団                                                         | A-10C                                |      |
| 5月12日  | テネシー州ナッシュビル、ジャクソン、メンフィス | テネシー空軍州兵第164空輸航空団                                                     | C-17A                                |      |
| 5月12日  | テネシー州ジョンソンシティ、ノックスビル、メアリービル、チャタヌーガ、ナッシュビル、キングストン | テネシー空軍州兵第134空中給油航空団                                                 | KC-135R                              |      |
| 5月12日  | バージニア州リッチモンド、ニューポートニューズ、ハンプトン、ノーフォーク、バージニアビーチ | 第1戦闘航空団                                                                       | F-22A                                |      |
| 5月12日  | アラスカ州ベセル、ノーム、コッツェブー | 第176航空団                                                                         | KC-135R HC-130J                      |      |
| 5月13日  | インディアナ州ローガンズポート、コーコモー | インディアナ空軍州兵第122戦闘航空団                                                 | A-10C                                |      |
| 5月13日  | ミシガン州デトロイト、ノバイ | ミシガン空軍州兵第127航空団                                                         | KC-135R A-10C                        |      |
| 5月13日  | サウスカロライナ州サムター | 第20戦闘航空団                                                                      | F-16C                                |      |
| 5月13日  | ウェストバージニア州チャールストン、ハンティントン、ルイスバーグ、マディソン、バークレー、オークヒル、セントオールバンズ | ウェストバージニア空軍州兵第130空輸航空団                                           | C-130H                               |      |
| 5月13日  | ウェストバージニア州マーティンズバーグ、バークレースプリングス メリーランド州ヘイガーズタウン、カンバーランド、ゲイザースバーグ バージニア州ウィンチェスター | ウェストバージニア空軍州兵第167空輸航空団                                           | C-17A                                |      |
| 5月13日  | アラスカ州イーグルリバー、パーマー、ワシラ | 第176航空団                                                                         | HC-130J HH-60G                       |      |
| 5月14日  | オハイオ州モントピリア、ブライアン、ヒックスビル、ポールディング、バンワート、セントメアリーズ、コールドウォーター | オハイオ空軍州兵第180戦闘航空団                                                     | F-16C                                |      |
| 5月14日  | ジョージア州ケネソー、カントン、ジャスパー、ドールトン、ローム、カータースビル、ハイラン | 第94空輸航空団                                                                      | C-130H                               |      |
| 5月14日  | アリゾナ州グリーンバレー、リリート、ウィローキャニオン、ツーソン | 第355戦闘航空団 アリゾナ空軍州兵第162戦闘航空団                                     | A-10C F-16C                          |      |
| 5月14日  | カリフォルニア州モレノバレー、テメキュラ、コロナ、レッドランズ、パームスプリングス | 第452航空機動航空団                                                                 | KC-135R C-17A                        |      |
| 5月14日  | ハワイ州オアフ島、カウアイ島、モロカイ島、ハワイ島、マウイ島 | 第15航空団                                                                          | KC-135R C-17A C-130H                 |      |
| 5月15日  | テキサス州アマリロ、ラボック | 第53航空団                                                                          | B-1B                                 |      |
| 5月15日  | アラスカ州イーグルリバー、ウィッター、スワード、ホーマー、ソルドトナ、キナイ、スターリング、ガードウッド、アンカレッジ | 第3航空団                                                                           | F-22A                                |      |
| 5月15日  | アラスカ州パーマー、ワシラ、バルディーズ、コードバ、ジュノー、ケチカン、シトカ | 第3航空団                                                                           | C-17A                                |      |
| 5月16日  | サウスダコタ州スーフォールズ、ブルッキングズ、ウォータータウン、アバディーン、ピア、ヒューロン、ミッチェル、ヤンクトン、バーミリオン | サウスダコタ空軍州兵第114戦闘航空団                                                 | F-16C                                |      |
| 5月18日  | ネブラスカ州ネブラスカシティ、ベルビュー、パピリオン、オマハ、フリーモント、ウェストポイント、スタントン、ノーフォーク、スカイラー、コロンバス、ストロムズバーグ、グランドアイランド、ヘイスティングス、ホールドレッジ、ケンブリッジ、マクック、ノースプラット、オガララ、アライアンス、シャドロン、リンカーン                         | ネブラスカ空軍州兵第155空中給油航空団                                               | KC-135R                              |      |
| 5月18日  | ノースダコタ州ビスマーク、ファーゴ、グランドフォークス、マイノット | 第5爆撃航空団                                                                       | B-52H                                |      |
| 5月19日  | ペンシルベニア州モンロービル、ピッツバーグ、ジョンズタウン、ハリスバーグ、ハーシー | ペンシルベニア空軍州兵第171空中給油航空団 ペンシルベニア空軍州兵第193特殊作戦航空団 | KC-135R EC-130J                      |      |
| 5月22日  | バーモント州ベニントン、バーリン、ブラトルボロ、エセックスジャンクション、ミドルベリー、モリスビル、ニューポート、ランドルフ、ラトランド、スプリングフィールド、セントオールバンズ、セントジョンズベリー、タウンゼント、ホワイトリバージャンクション、ウィンザー                                                                       | バーモント空軍州兵第158戦闘航空団                                                   | F-35A                                |      |
| 5月22日  | ワシントン州バンクーバー オレゴン州ヘプナー、ハーミストン、ペンドルトン、ラグランド、エンタープライズ、ベーカーシティ、ジョンデイ、マドラス | オレゴン空軍州兵第142航空団                                                         | F-15C                                |      |
| 5月23日  | フロリダ州キーウェスト、マイアミ、フォートローダーデール、ウェストパームビーチ、ホームステッド | 第482戦闘航空団                                                                     | F-16C                                |      |
| 5月23日  | フロリダ州マイアミ | アメリカ沿岸警備隊第7管区                                                           | MH-65C HC-144A                       |      |
| 5月25日  | ペンシルベニア州アスピンウォール、ピッツバーグ、バトラー、ビーバー、キッタニング、ケネディ・タウンシップ、キャノンズバーグ、ワシントン | 第911空輸航空団                                                                     | C-17A                                |      |
| 5月25日  | イリノイ州ベルビル、オファロン、シャイロ、ハイランド ミズーリ州セントルイス | 第932空輸航空団                                                                     | C-40C                                |      |
| 5月25日  | オレゴン州クラマスフォールズ、ホワイトシティ、グランツパス、ブルッキングズ | オレゴン空軍州兵第173戦闘航空団                                                     | F-15C                                |      |
| 5月25日  | カリフォルニア州フリーモント、プレザントン、リバモア、ブレントウード、バカビル、ウッドランド、サクラメント、エルクグローブ、マンテカ、モデスト、ロスバノス、サリナス、サンノゼ、マウンテンビュー、パロアルト、サンフランシスコ、ソノマ、ナパ、ウォールナットクリーク、リッチモンド、バークレー、オークランド、アラメダ、サンレアンドロ | カリフォルニア空軍州兵第129救難航空団                                               | HC-130J HH-60G                       |      |